# Arcizac-Adour
Ne doit pas être confondu avec Arcizac-ez-Angles.
Arcizac-Adour [aʁsizak aduʁ] est une commune française située dans le centre du département des Hautes-Pyrénées, en région Occitanie. Sur le plan historique et culturel, la commune est de l’ancien comté de Bigorre, comté historique des Pyrénées françaises et de Gascogne.
Exposée à un climat de montagne, elle est drainée par l'Adour, la Gespe et par divers autres petits cours d'eau. La commune possède un patrimoine naturel remarquable : un site Natura 2000 (la « vallée de l'Adour »), un espace protégé (l'« Adour et affluents ») et trois zones naturelles d'intérêt écologique, faunistique et floristique.
Arcizac-Adour est une commune rurale qui compte 600 habitants en 2022. Elle fait partie de l'aire d'attraction de Tarbes. Ses habitants sont appelés les Arcizacois ou  Arcizacoises.

## Géographie

### Localisation
La commune d'Arcizac-Adour se trouve dans le département des Hautes-Pyrénées, en région Occitanie.
Elle se situe à 8 km à vol d'oiseau de Tarbes, préfecture du département, et à 5 km de Barbazan-Debat, bureau centralisateur du canton du Moyen Adour dont dépend la commune depuis 2015 pour les élections départementales.
La commune fait en outre partie du bassin de vie de Bagnères-de-Bigorre.
Les communes les plus proches sont : 
Saint-Martin (1,1 km), Bernac-Dessus (1,4 km), Bernac-Debat (1,4 km), Vielle-Adour (1,8 km), Hiis (2,3 km), Momères (2,5 km), Allier (3,0 km), Salles-Adour (3,1 km).
Sur le plan historique et culturel, Arcizac-Adour fait partie de l’ancien comté de Bigorre, comté historique des Pyrénées françaises et de Gascogne créé au IXe siècle puis rattaché au domaine royal en 1302, inclus ensuite au comté de Foix en 1425 puis une nouvelle fois rattaché au royaume de France en 1607. La commune est dans le pays de Tarbes et de la Haute Bigorre.
| Saint-Martin | Bernac-Debat  |               |
| Visker       | Arcizac-Adour | Bernac-Dessus |
|              | Hiis          | Vielle-Adour  |

### Hydrographie

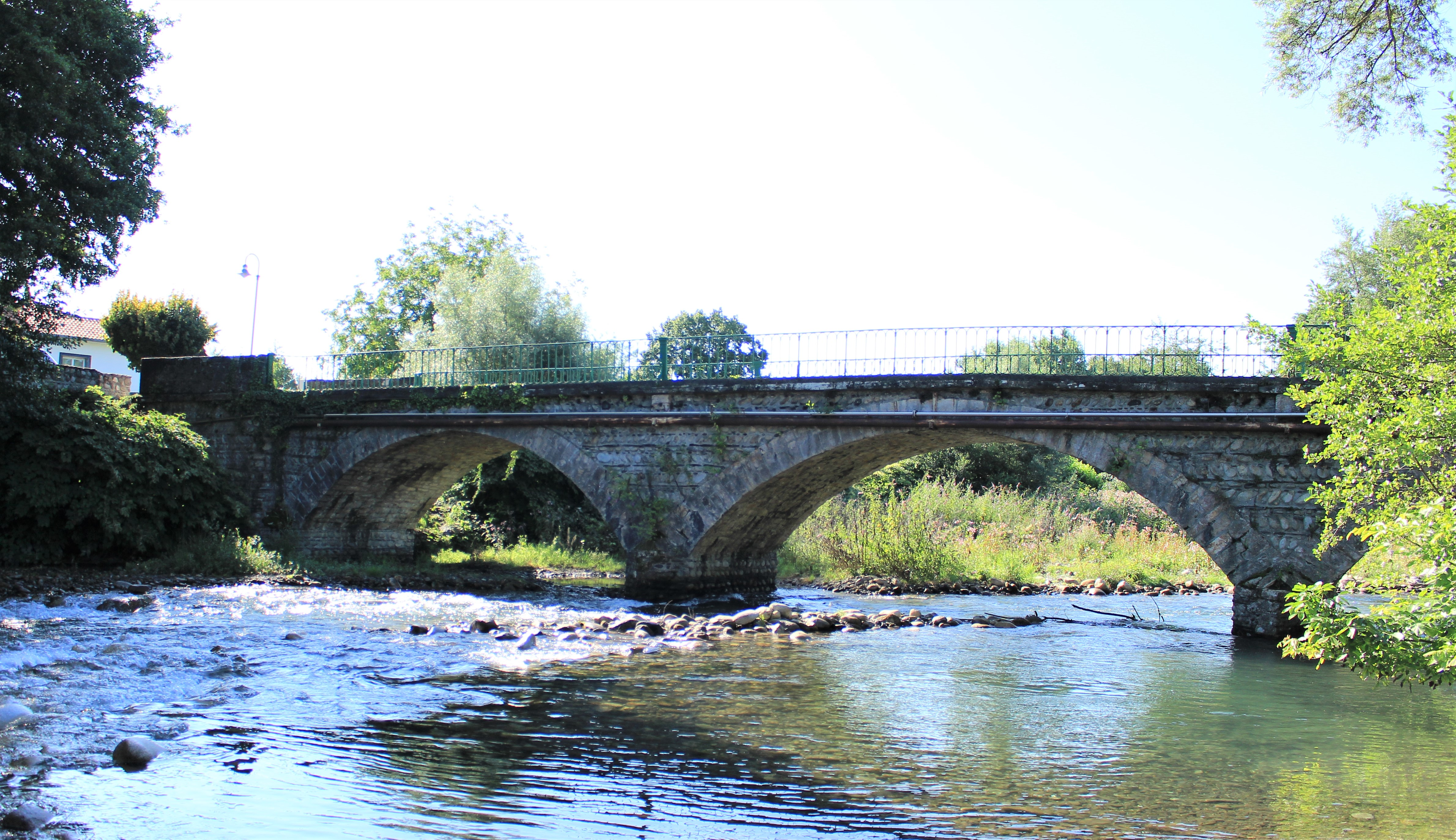
L’Adour traversant Arcizac-Adour.

La commune est dans le bassin de l'Adour, au sein du bassin hydrographique Adour-Garonne. Elle est drainée par l'Adour, la Gespe, un bras de l'Adour, un bras de l'Adour, un bras de l'Adour, un bras de l'Adour et par divers petits cours d'eau, constituant un réseau hydrographique de 14 km de longueur totale,.
L'Adour, d'une longueur totale de 308,8 km, se forme dans la vallée de Campan en Haute-Bigorre de la réunion de trois torrents : l'Adour de Payolle, l'Adour de Gripp et l'Adour de Lesponne et s'écoule du sud vers le nord. Il traverse la commune et se jette dans le golfe de Gascogne à Anglet, après avoir traversé 118 communes.

### Climat
Le climat est tempéré de type océanique, en raison de l'influence proche de l'océan Atlantique situé à peu près 150 km plus à l'ouest. La proximité des Pyrénées fait que la commune profite d'un effet de foehn, il peut aussi y neiger en hiver, même si cela reste inhabituel.
| Mois                              | jan.  | fév.  | mars  | avril | mai   | juin  | jui.  | août  | sep.  | oct.  | nov.  | déc.  | année   |
| --------------------------------- | ----- | ----- | ----- | ----- | ----- | ----- | ----- | ----- | ----- | ----- | ----- | ----- | ------- |
| Température minimale moyenne (°C) | 0,6   | 1,3   | 2,7   | 5,2   | 8,3   | 11,6  | 14,1  | 13,9  | 11,7  | 8     | 3,6   | 1,3   | 6,9     |
| Température moyenne (°C)          | 5,3   | 6,1   | 7,8   | 10    | 13,3  | 16,7  | 19,3  | 19    | 17,2  | 13,3  | 8,5   | 5,8   | 11,9    |
| Température maximale moyenne (°C) | 9,9   | 11    | 12,9  | 14,8  | 18,3  | 21,7  | 24,5  | 24    | 22,6  | 18,6  | 13,4  | 10,4  | 16,8    |
| Ensoleillement (h)                | 108,8 | 118,8 | 155,6 | 157,2 | 181,3 | 191,5 | 215,5 | 196,4 | 194,5 | 164,4 | 124,4 | 104,4 | 1 912,8 |
| Précipitations (mm)               | 112,8 | 97,5  | 100,2 | 105,7 | 113,6 | 80,7  | 57,3  | 70,3  | 71    | 85,2  | 93    | 112,1 | 1 099,4 |

### Milieux naturels et biodiversité

#### Espaces protégés
La protection réglementaire est le mode d’intervention le plus fort pour préserver des espaces naturels remarquables et leur biodiversité associée,.
Dans ce cadre, la commune fait partie de l'aire d'adhésion du Parc National des Pyrénées. Ce  parc national, créé en 1967, abrite une faune riche et spécifique particulièrement intéressante : importantes populations d’isards, colonies de marmottes réimplantées avec succès, grands rapaces tels le Gypaète barbu, le Vautour fauve, le Percnoptère d’Égypte ou l’Aigle royal, le Grand tétras et le discret Desman des Pyrénées qui constitue l’exemple type de ce précieux patrimoine confié au Parc national et aussi l'Ours des Pyrénées,,.

#### Réseau Natura 2000

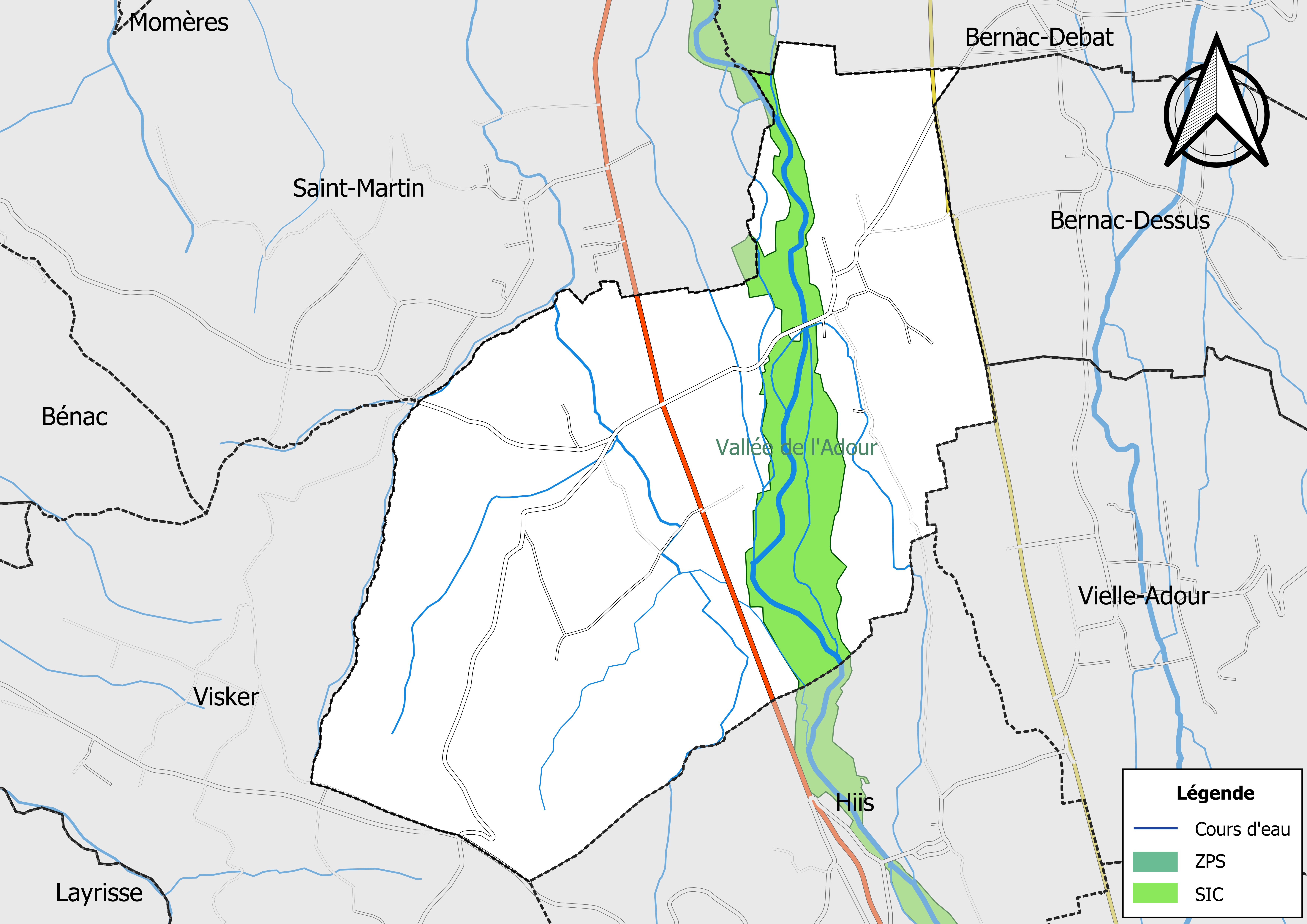
Site Natura 2000 sur le territoire communal.

Le réseau Natura 2000 est un réseau écologique européen de sites naturels d'intérêt écologique élaboré à partir des Directives « Habitats » et « Oiseaux », constitué de zones spéciales de conservation (ZSC) et de zones de protection spéciale (ZPS).
Un site Natura 2000 a été défini sur la commune au titre de la « directive Habitats » : la « vallée de l'Adour », d'une superficie de 2 694 ha, un espace où les habitats terrestres et aquatiques abritent une flore et une faune remarquable et diversifiée, avec la présence de la Loutre et de la Cistude d'Europe.

#### Zones naturelles d'intérêt écologique, faunistique et floristique
L’inventaire des zones naturelles d'intérêt écologique, faunistique et floristique (ZNIEFF) a pour objectif de réaliser une couverture des zones les plus intéressantes sur le plan écologique, essentiellement dans la perspective d’améliorer la connaissance du patrimoine naturel national et de fournir aux différents décideurs un outil d’aide à la prise en compte de l’environnement dans l’aménagement du territoire.
Une ZNIEFF de type 1 est recensée sur la commune,
« l'Adour, de Bagnères à Barcelonne-du-Gers » (2 786 ha), couvrant 59 communes dont 18 dans le Gers, une dans les Landes et 40 dans les Hautes-Pyrénées et deux ZNIEFF de type 2,,
- l'« Adour et milieux annexes » (3 634 ha), couvrant 60 communes dont 18 dans le Gers, une dans les Landes et 41 dans les Hautes-Pyrénées[20] ;
- les « coteaux et vallons des Angles et du Bénaquès » (12 879 ha), couvrant 45 communes du département[21].

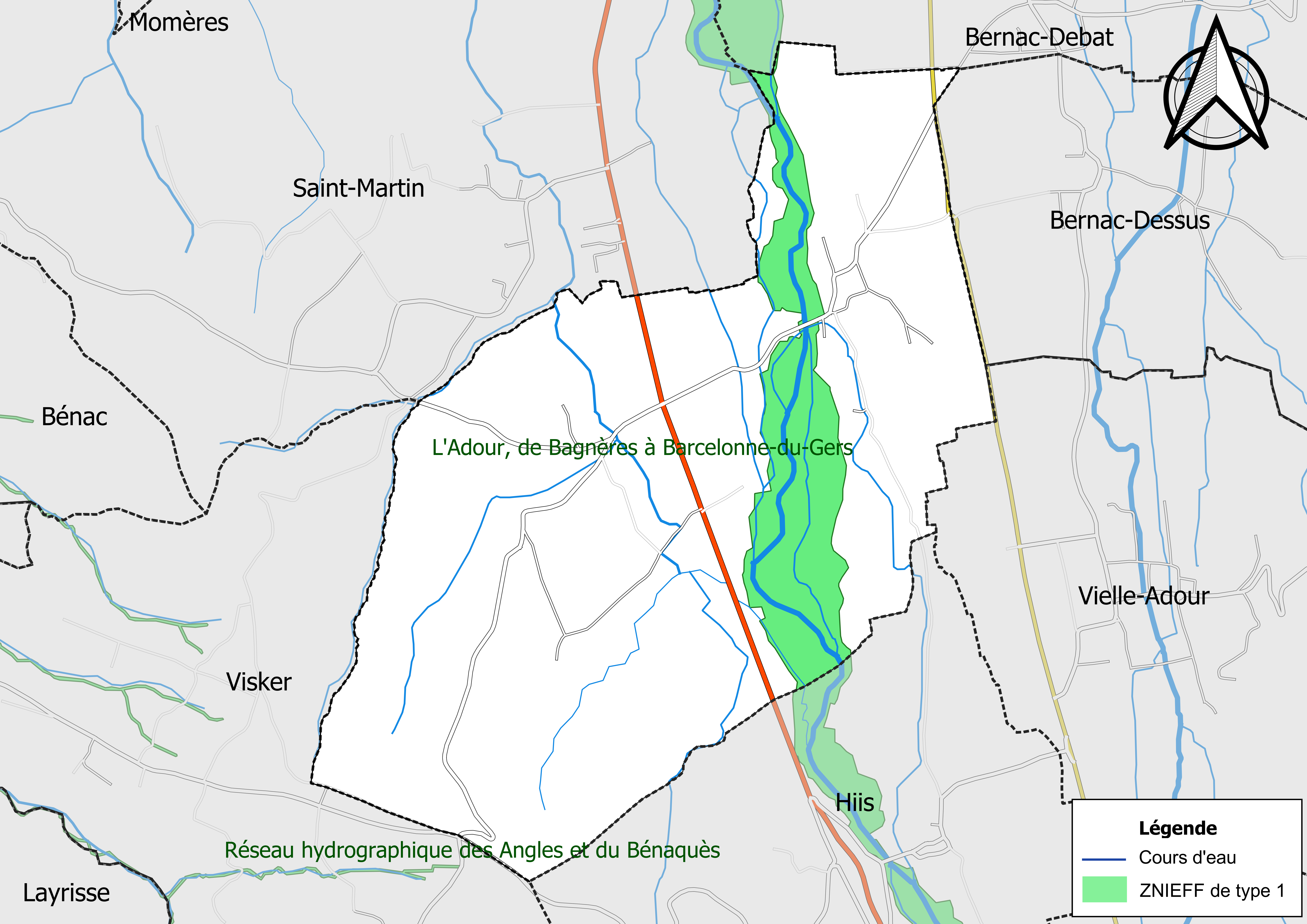
Carte de la ZNIEFF de type 1 sur la commune.
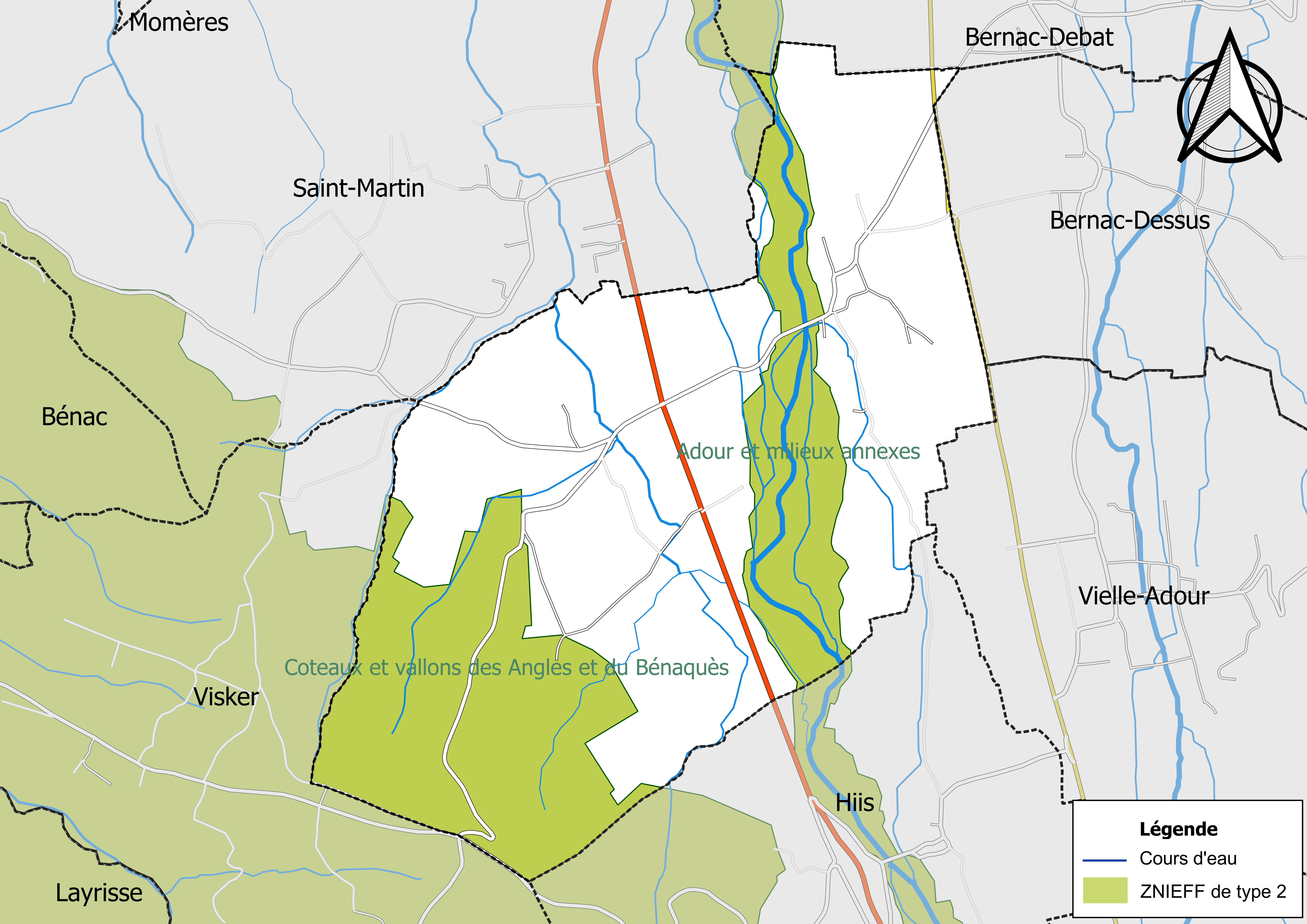
Carte des ZNIEFF de type 2 sur la commune.

## Urbanisme

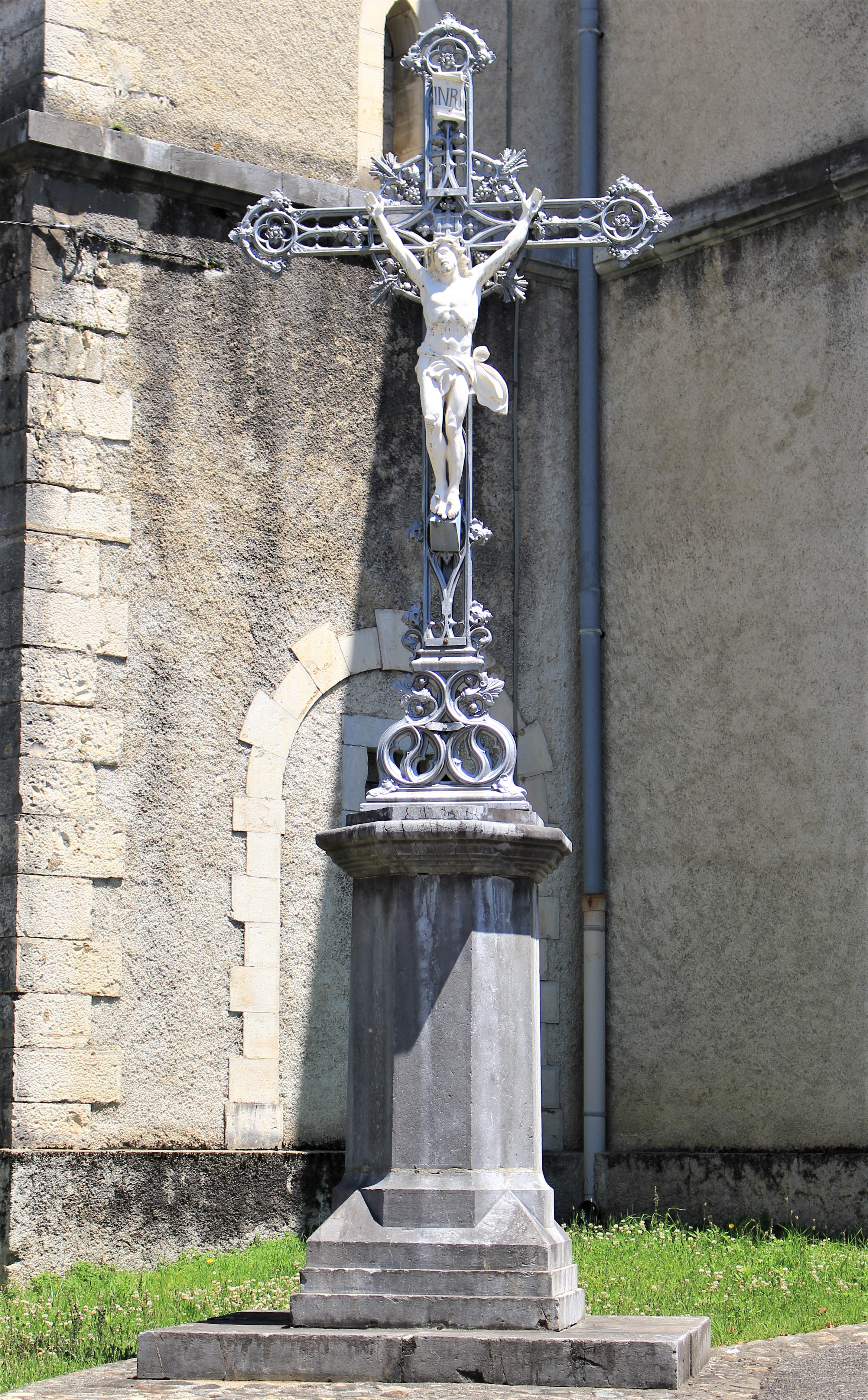
Une croix.

### Typologie
Au 1er janvier 2024, Arcizac-Adour est catégorisée commune rurale à habitat dispersé, selon la nouvelle grille communale de densité à sept niveaux définie par l'Insee en 2022.
Elle est située hors unité urbaine. Par ailleurs la commune fait partie de l'aire d'attraction de Tarbes, dont elle est une commune de la couronne,. Cette aire, qui regroupe 153 communes, est catégorisée dans les aires de 50 000 à moins de 200 000 habitants,.

### Occupation des sols
L'occupation des sols de la commune, telle qu'elle ressort de la base de données européenne d’occupation biophysique des sols Corine Land Cover (CLC), est marquée par l'importance des territoires agricoles (70,1 % en 2018), en diminution par rapport à 1990 (84,8 %). La répartition détaillée en 2018 est la suivante : 
zones agricoles hétérogènes (39,6 %), terres arables (16 %), forêts (15,1 %), zones urbanisées (14,8 %), prairies (14,5 %).
L'IGN met par ailleurs à disposition un outil en ligne permettant de comparer l’évolution dans le temps de l’occupation des sols de la commune (ou de territoires à des échelles différentes). Plusieurs époques sont accessibles sous forme de cartes ou photos aériennes : la carte de Cassini (XVIIIe siècle), la carte d'état-major (1820-1866) et la période actuelle (1950 à aujourd'hui).

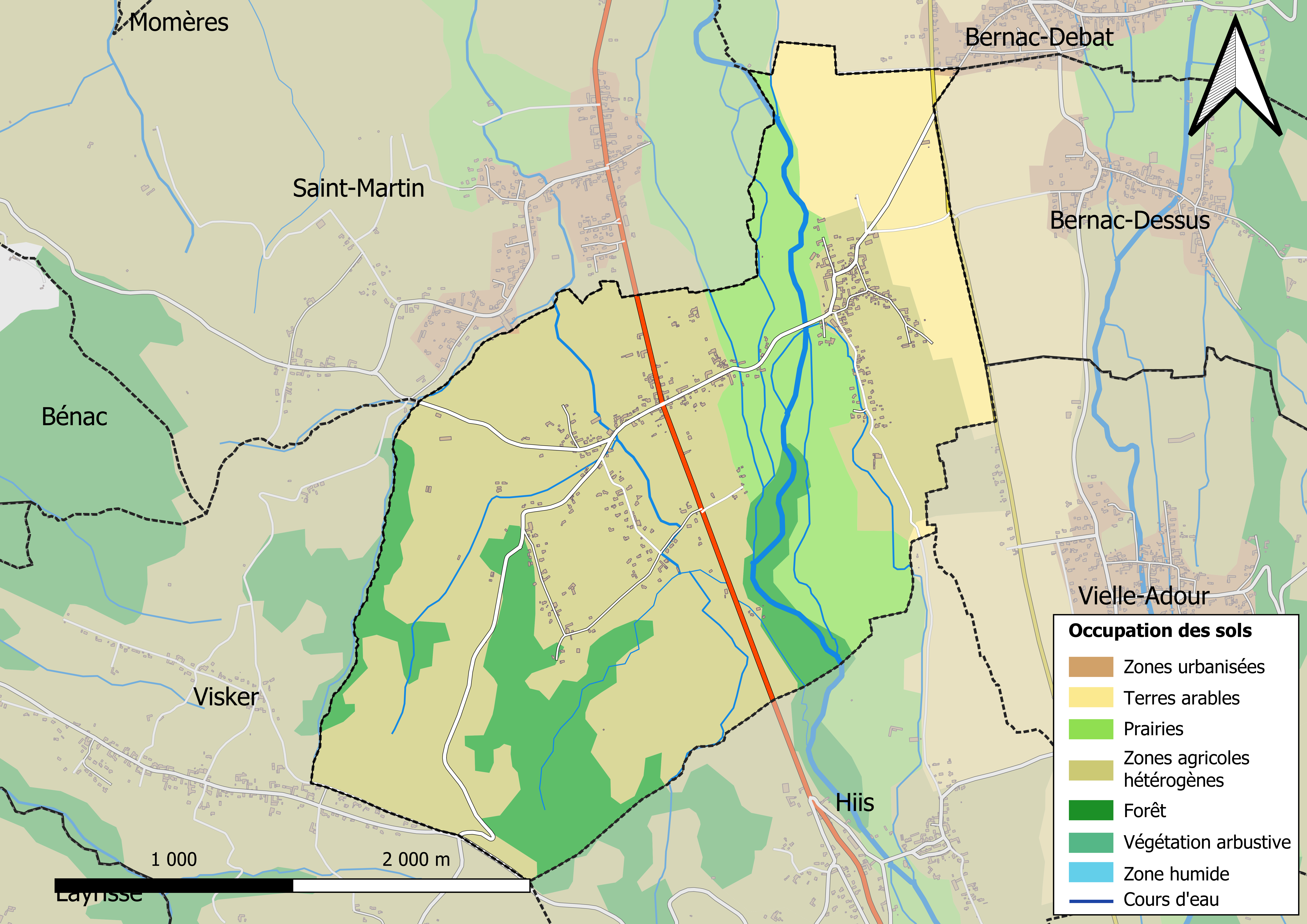
Carte des infrastructures et de l'occupation des sols en 2018 (CLC) de la commune.
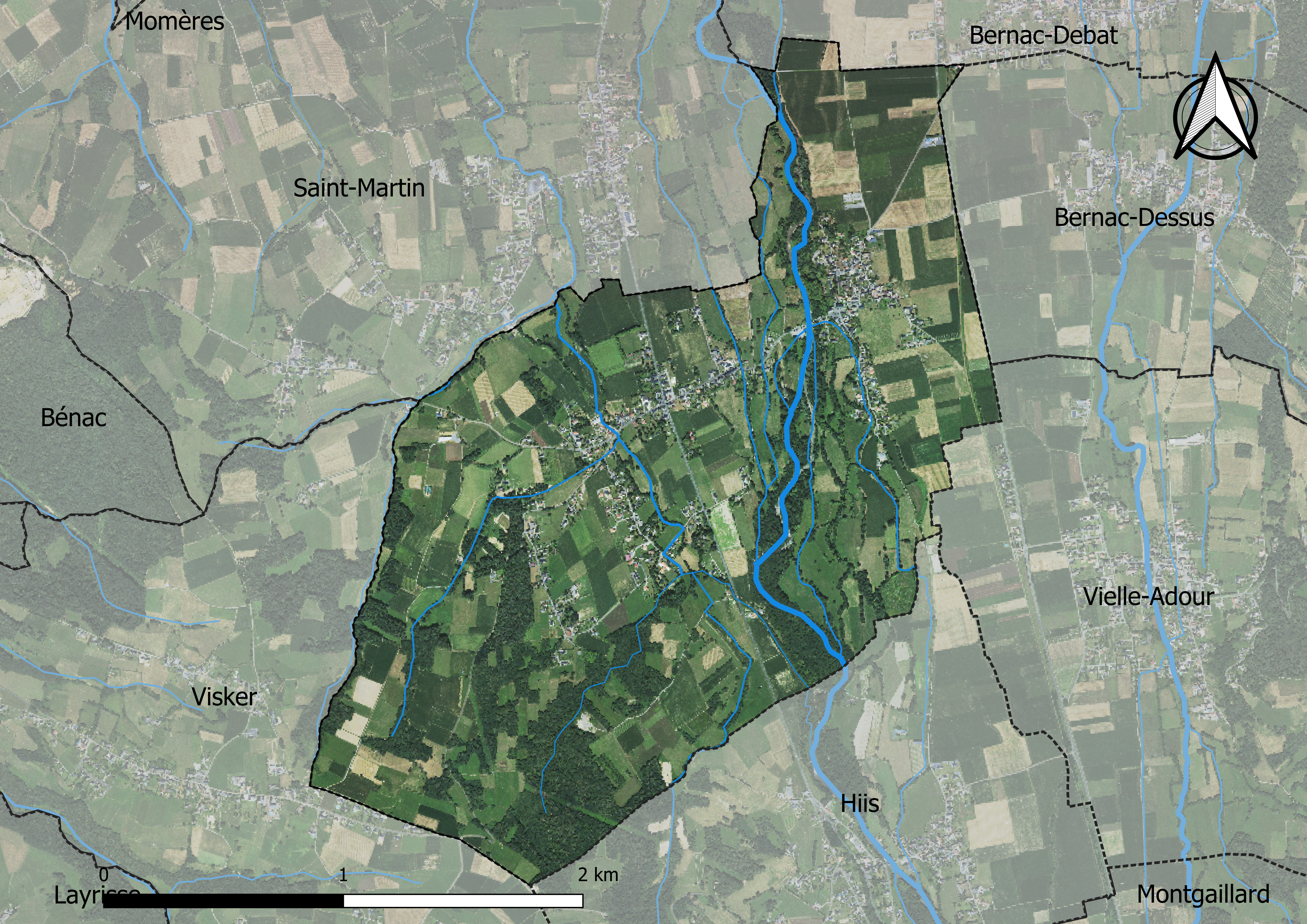
Carte orthophotogrammétrique de la commune.

### Logement
En 2012, le nombre total de logements dans la commune est de 228.

Parmi ces logements, 88,9 % sont des résidences principales, 2,7 % des résidences secondaires et 8,5 % des logements vacants.

### Voies de communication et transports
Cette commune est desservie par la route départementale D 935 et les routes départementales D 8, D 18 et D 86.

### Risques majeurs
Le territoire de la commune d'Arcizac-Adour est vulnérable à différents aléas naturels : météorologiques (tempête, orage, neige, grand froid, canicule ou sécheresse), inondations, mouvements de terrains et séisme (sismicité moyenne). Il est également exposé à un risque technologique,  le transport de matières dangereuses. Un site publié par le BRGM permet d'évaluer simplement et rapidement les risques d'un bien localisé soit par son adresse soit par le numéro de sa parcelle.

#### Risques naturels
Certaines parties du territoire communal sont susceptibles d’être affectées par le risque d’inondation par débordement de cours d'eau, notamment l'Adour. La cartographie des zones inondables en ex-Midi-Pyrénées réalisée dans le cadre du XIe Contrat de plan État-région, visant à informer les citoyens et les décideurs sur le risque d’inondation, est accessible sur le site de la DREAL Occitanie. La commune a été reconnue en état de catastrophe naturelle au titre des dommages causés par les inondations et coulées de boue survenues en 1982, 1999 et 2009,.
Arcizac-Adour est exposée au risque de feu de forêt. Un plan départemental de protection des forêts contre les incendies a été approuvé par arrêté préfectoral le 21 avril 2020 pour la période 2020-2029. Le précédent couvrait la période 2007-2017. L’emploi du feu est régi par deux types de réglementations. D’abord le code forestier et l’arrêté préfectoral du 27 octobre 2014, qui réglementent l’emploi du feu à moins de 200 m des espaces naturels combustibles sur l’ensemble du département. Ensuite celle établie dans le cadre de la lutte contre la pollution de l’air, qui interdit le brûlage des déchets verts des particuliers. L’écobuage est quant à lui réglementé dans le cadre de commissions locales d’écobuage (CLE).

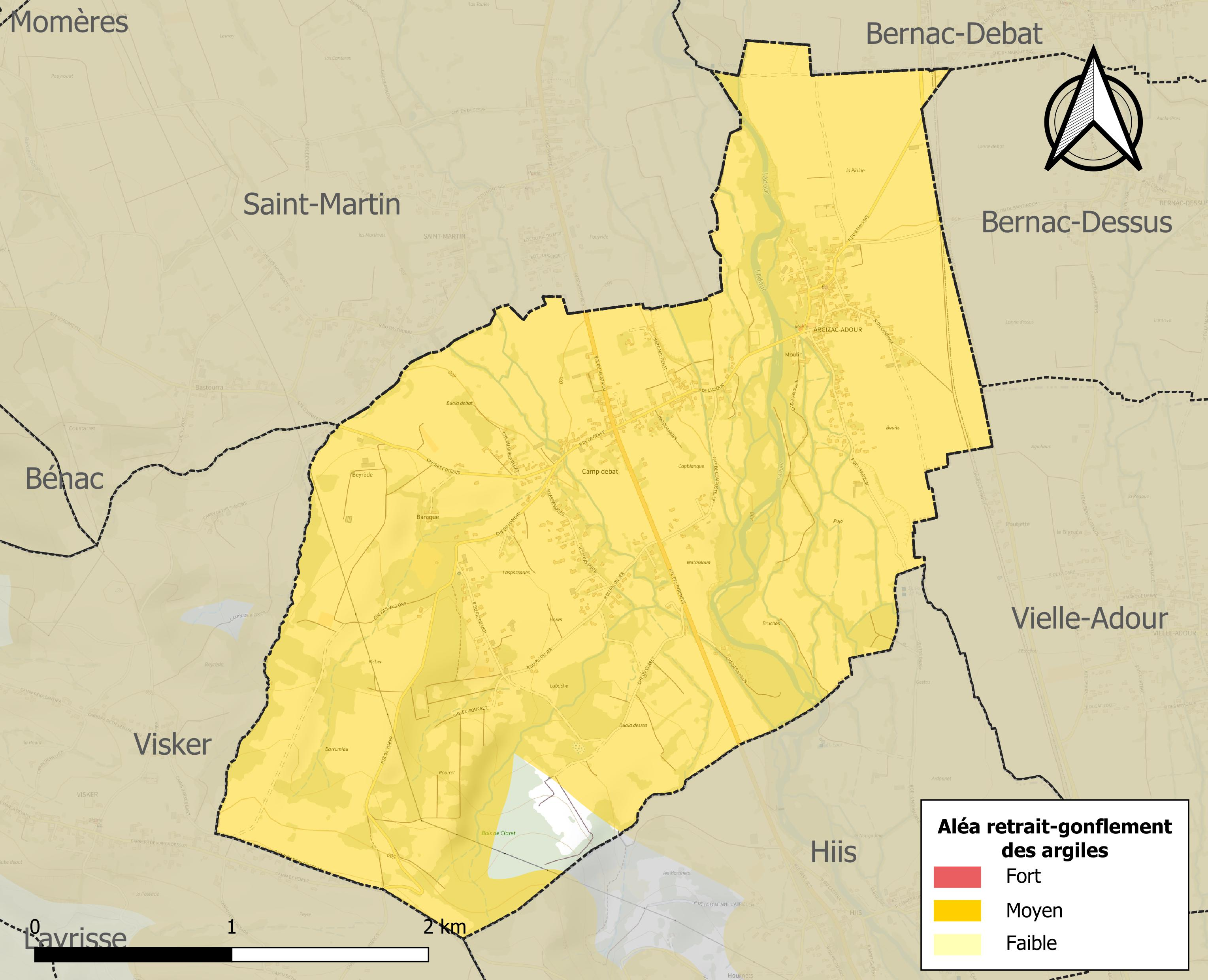
Carte des zones d'aléa retrait-gonflement des sols argileux d'Arcizac-Adour.

Les mouvements de terrains susceptibles de se produire sur la commune sont des tassements différentiels.
Le retrait-gonflement des sols argileux est susceptible d'engendrer des dommages importants aux bâtiments en cas d’alternance de périodes de sécheresse et de pluie. 97,6 % de la superficie communale est en aléa moyen ou fort (44,5 % au niveau départemental et 48,5 % au niveau national). Sur les 243 bâtiments dénombrés sur la commune en 2019, 243 sont en aléa moyen ou fort, soit 100 %, à comparer aux 75 % au niveau départemental et 54 % au niveau national. Une cartographie de l'exposition du territoire national au retrait gonflement des sols argileux est disponible sur le site du BRGM,.
Par ailleurs, afin de mieux appréhender le risque d’affaissement de terrain, l'inventaire national des cavités souterraines permet de localiser celles situées sur la commune.
Concernant les mouvements de terrains, la commune a été reconnue en état de catastrophe naturelle au titre des dommages causés par la sécheresse en 2003 et par des mouvements de terrain en 1999.

#### Risque technologique
Le risque de transport de matières dangereuses sur la commune est lié à sa traversée par une canalisation de transport d'hydrocarbures. Un accident se produisant sur une telle infrastructure est susceptible d’avoir des effets graves sur les biens, les personnes ou l'environnement, selon la nature du matériau transporté. Des dispositions d’urbanisme peuvent être préconisées en conséquence.

## Toponymie

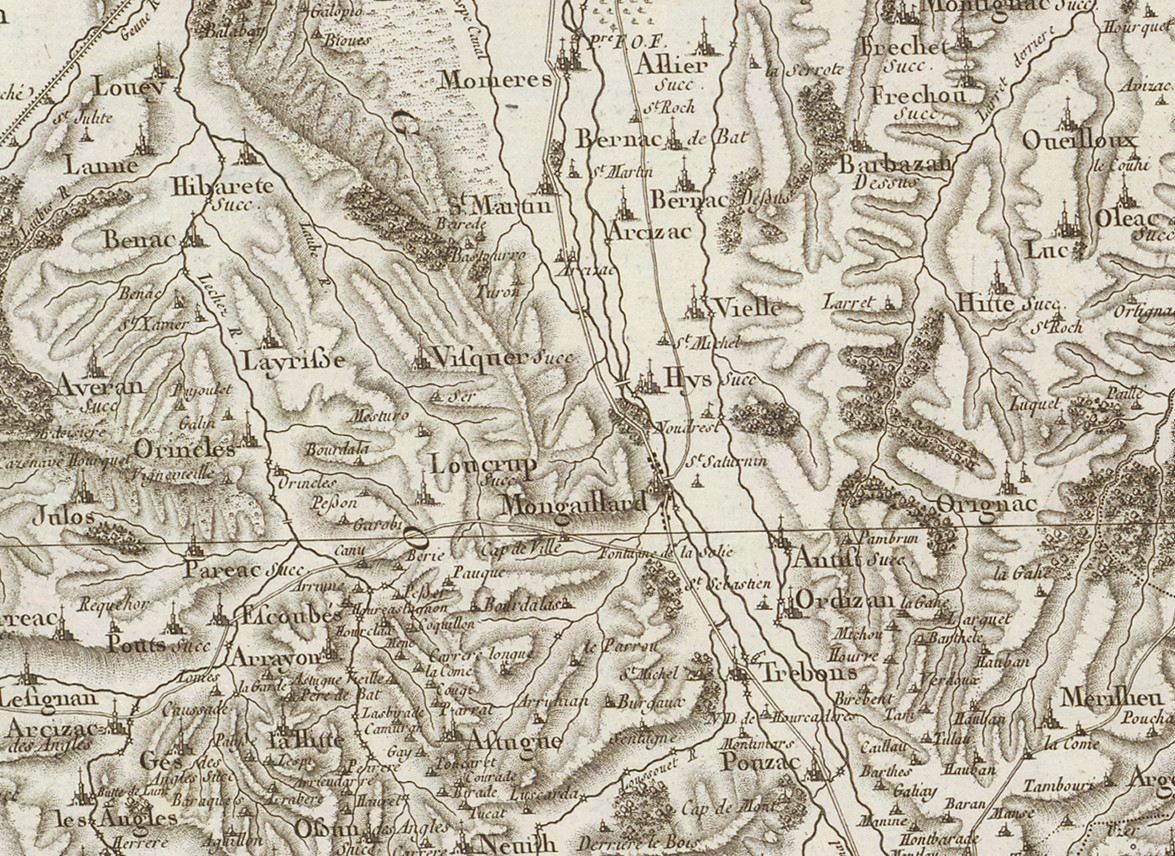
Extrait de la carte de Cassini (entre 1756 et 1789) situant Arcizac-Adour au nord de Montgaillard.

On trouvera les principales informations dans le Dictionnaire toponymique des communes des Hautes-Pyrénées de Michel Grosclaude et Jean-François Le Nail qui rapporte les dénominations historiques du village.
Dénominations historiques :
- D-Arcisag, De Arcisag, Arcizag (XIIe siècle, cartulaire de Bigorre) ;
- Arcisag (1285, montre Bigorre) ;
- De Artizaco, latin (1313, Debita regi Navarre) ;
- de Arcisaco, latin (1326, Monlezun ; 1342, pouillé de Tarbes ; 1379, procuration Tarbes) ;
- Arcisac (1429, censier  de Bigorre) ;
- Arcizac-Adour (depuis 1736, registres paroissiaux) ;
- Arcisac (1790, Département 1) ;
- Arcizac (fin XVIIIe siècle, carte de Cassini).

Étymologie : du nom de personnage latin Arcisus et suffixe -acum (= domaine d’Arcisus).
Nom occitan : Arcisac Ador.

## Histoire

### Cadastre napoléonien d'Arcizac-Adour
Le plan cadastral napoléonien d'Arcizac-Adour est consultable sur le site des Archives départementales des Hautes-Pyrénées.

## Politique et administration

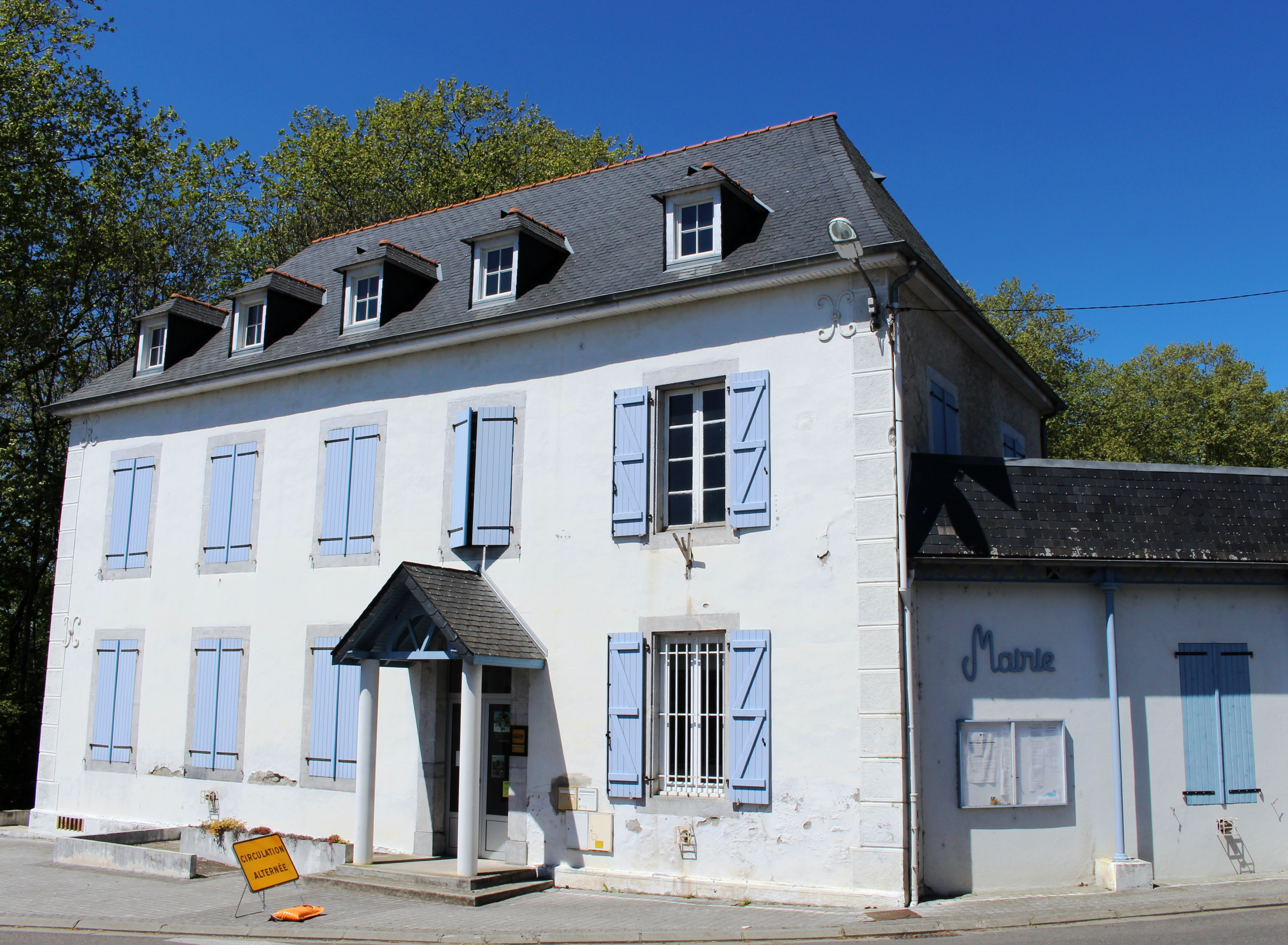
La mairie en 2017.

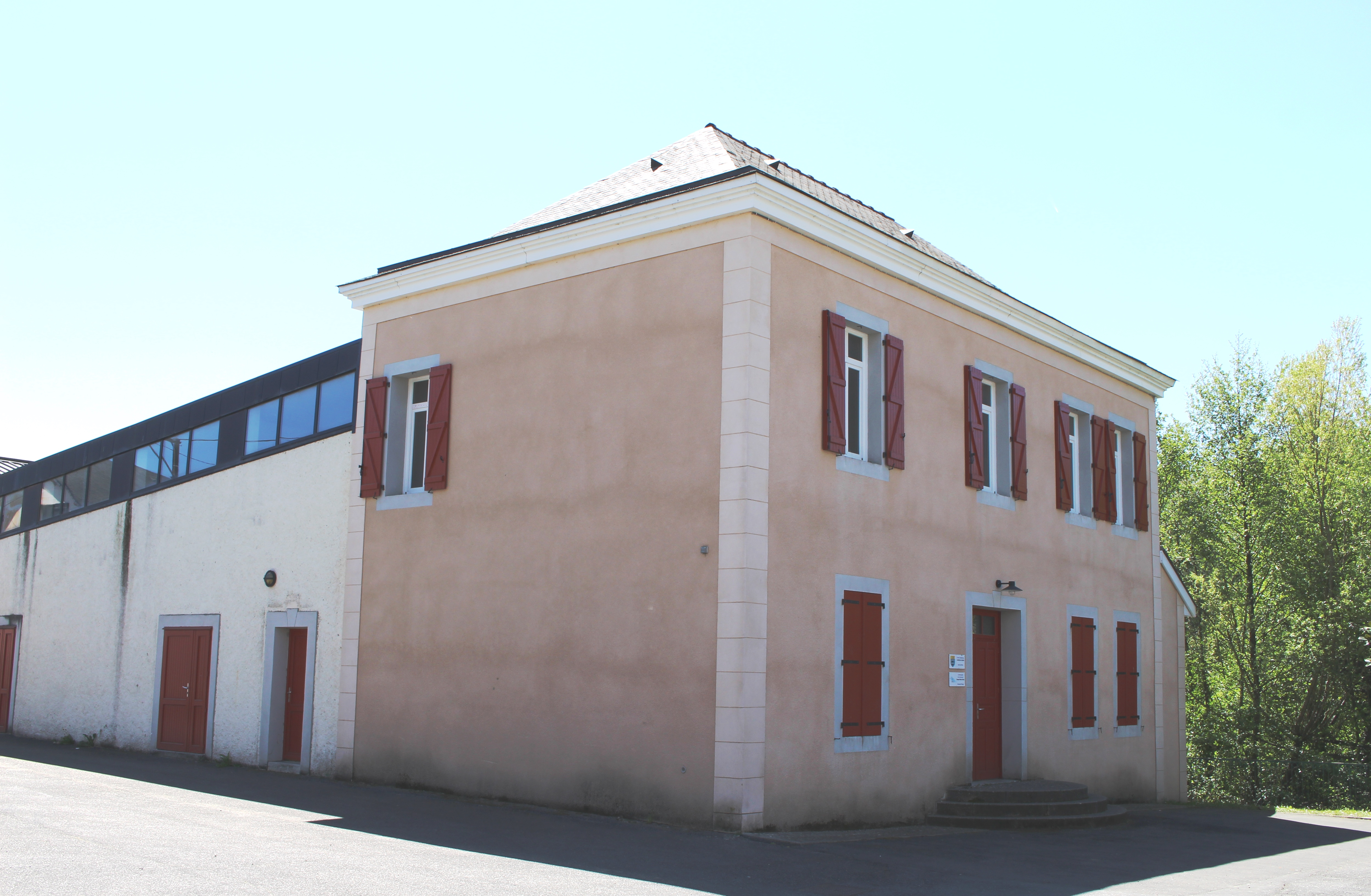
Le foyer rural en 2017

### Liste des maires
| Période                                  | Période   | Identité             | Étiquette | Qualité     |
| ---------------------------------------- | --------- | -------------------- | --------- | ----------- |
| Les données manquantes sont à compléter. |           |                      |           |             |
|                                          |           |                      |           |             |
| mars 1995                                | mars 2001 | Alain Péré           |           |             |
| mars 2001                                | mars 2008 | Clément Cenac-Morthe |           |             |
| mars 2008                                | mars 2020 | Roger Semmartin      | SE        | Agriculteur |
| mars 2020                                | en cours  | Louis Casteran       |           |             |

### Rattachements administratifs et électoraux

#### Historique administratif
Pays et sénéchaussée de Bigorre, quarteron de Tarbes, canton de Tarbes, de Bernac-Debat (1790), de Tarbes-Sud (1801), de Séméac (1973), de Laloubère (1982).

#### Intercommunalité
Arcizac-Adour appartient à la Communauté d'agglomération Tarbes-Lourdes-Pyrénées créée en janvier 2017 et qui réunit 86 communes.

## Population et société

### Démographie

#### Évolution démographique

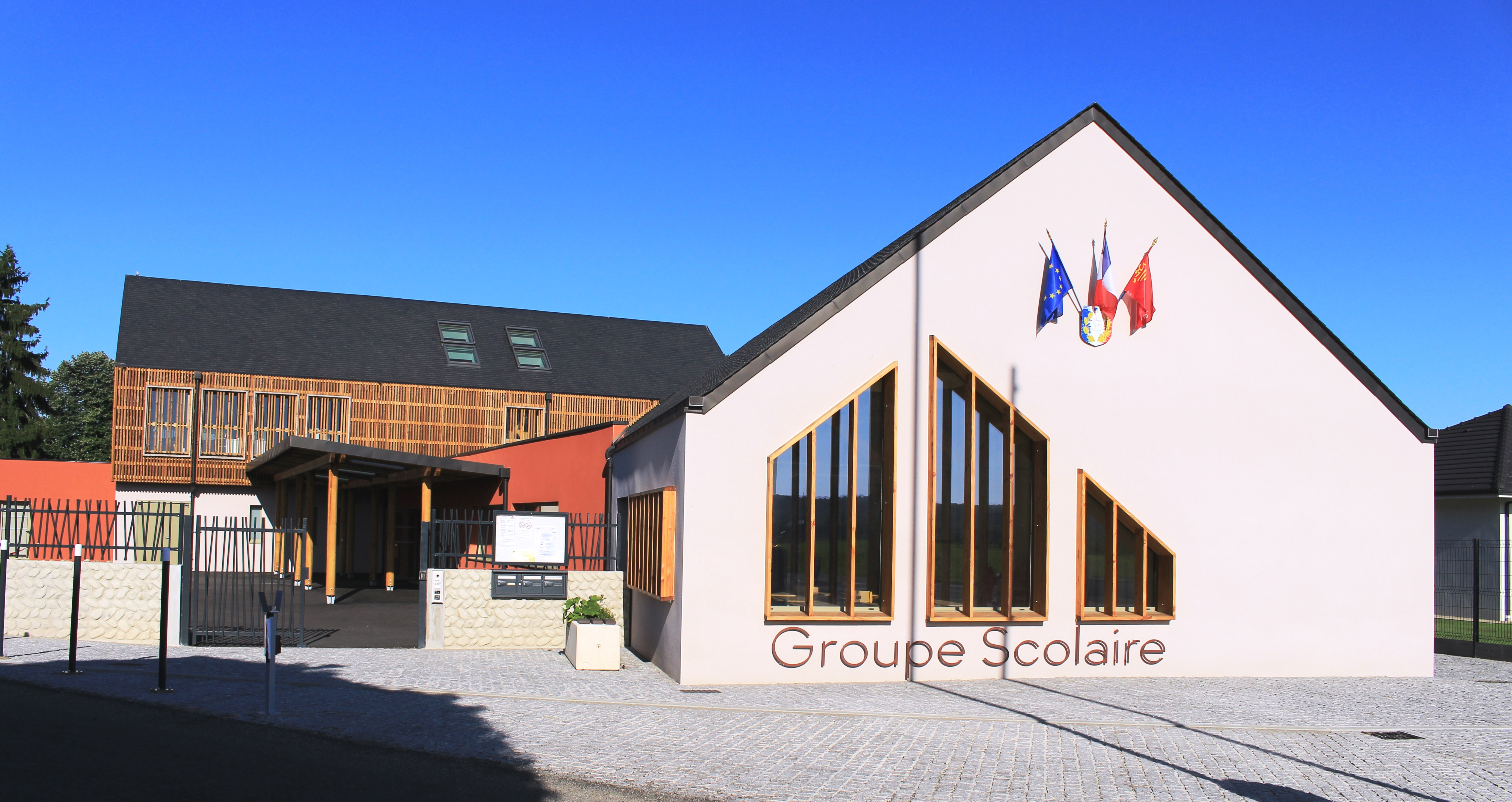
L'école maternelle en 2020.

| 1793 | 1800 | 1806 | 1821 | 1831 | 1836 | 1841 | 1846 | 1851 |
| ---- | ---- | ---- | ---- | ---- | ---- | ---- | ---- | ---- |
| 252  | 433  | 465  | 509  | 597  | 621  | 608  | 651  | 642  |

| 1856 | 1861 | 1866 | 1876 | 1881 | 1886 | 1891 | 1896 | 1901 |
| ---- | ---- | ---- | ---- | ---- | ---- | ---- | ---- | ---- |
| 637  | 624  | 628  | 527  | 528  | 524  | 509  | 462  | 455  |

| 1906 | 1911 | 1921 | 1926 | 1931 | 1936 | 1946 | 1954 | 1962 |
| ---- | ---- | ---- | ---- | ---- | ---- | ---- | ---- | ---- |
| 443  | 417  | 355  | 345  | 331  | 355  | 332  | 354  | 364  |

| 1968 | 1975 | 1982 | 1990 | 1999 | 2005 | 2006 | 2010 | 2015 |
| ---- | ---- | ---- | ---- | ---- | ---- | ---- | ---- | ---- |
| 360  | 378  | 440  | 449  | 471  | 512  | 512  | 519  | 528  |

| 2020 | 2022 | - | - | - | - | - | - | - |
| ---- | ---- | - | - | - | - | - | - | - |
| 572  | 600  | - | - | - | - | - | - | - |

### Enseignement
La commune dépend de l'académie de Toulouse. Elle dispose d’une école en 2017.
- École maternelle

## Économie

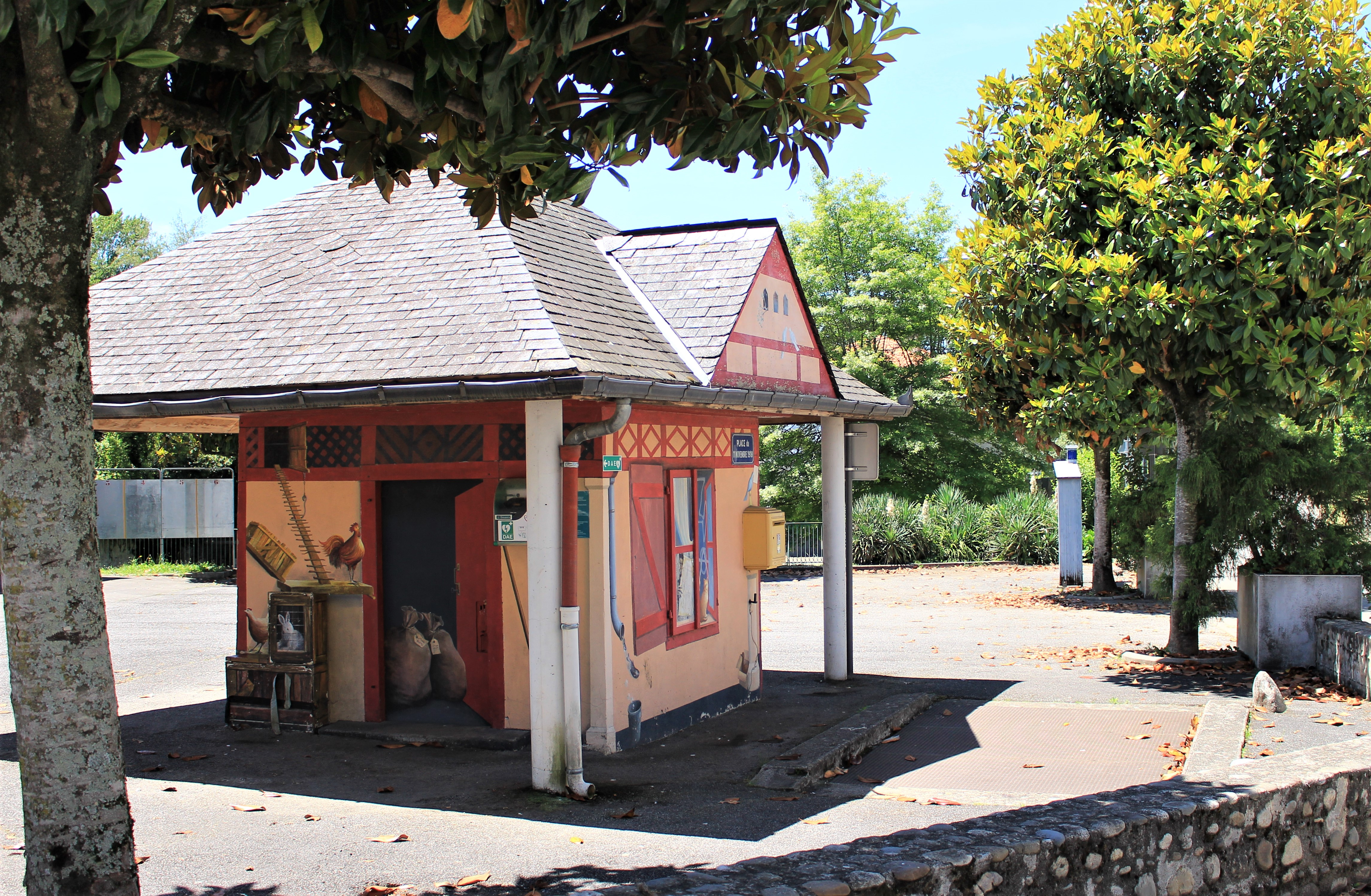
L'ancienne bascule en 2024.

### Revenus
En 2018, la commune compte 229 ménages fiscaux, regroupant 538 personnes. La médiane du revenu disponible par unité de consommation est de 23 270 € (20 420 € dans le département).

### Emploi
| Division       | 2008  | 2013  | 2018  |
| -------------- | ----- | ----- | ----- |
| Commune        | 8,5 % | 4,6 % | 6,3 % |
| Département    | 7,7 % | 9,4 % | 9,8 % |
| France entière | 8,3 % | 10 %  | 10 %  |

En 2018, la population âgée de 15 à 64 ans s'élève à 320 personnes, parmi lesquelles on compte 80 % d'actifs (73,7 % ayant un emploi et 6,3 % de chômeurs) et 20 % d'inactifs,. En  2018, le taux de chômage communal (au sens du recensement) des 15-64 ans est inférieur à celui de la France et du département, alors qu'en 2008 la situation était inverse.
La commune fait partie de la couronne de l'aire d'attraction de Tarbes, du fait qu'au moins 15 % des actifs travaillent dans le pôle,. Elle compte 43 emplois en 2018, contre 39 en 2013 et 47 en 2008. Le nombre d'actifs ayant un emploi résidant dans la commune est de 240, soit un indicateur de concentration d'emploi de 17,7 % et un taux d'activité parmi les 15 ans ou plus de 57,6 %.
Sur ces 240 actifs de 15 ans ou plus ayant un emploi, 29 travaillent dans la commune, soit 12 % des habitants. Pour se rendre au travail, 93,6 % des habitants utilisent un véhicule personnel ou de fonction à quatre roues, 0,8 % les transports en commun, 2 % s'y rendent en deux-roues, à vélo ou à pied et 3,6 % n'ont pas besoin de transport (travail au domicile).

## Culture locale et patrimoine

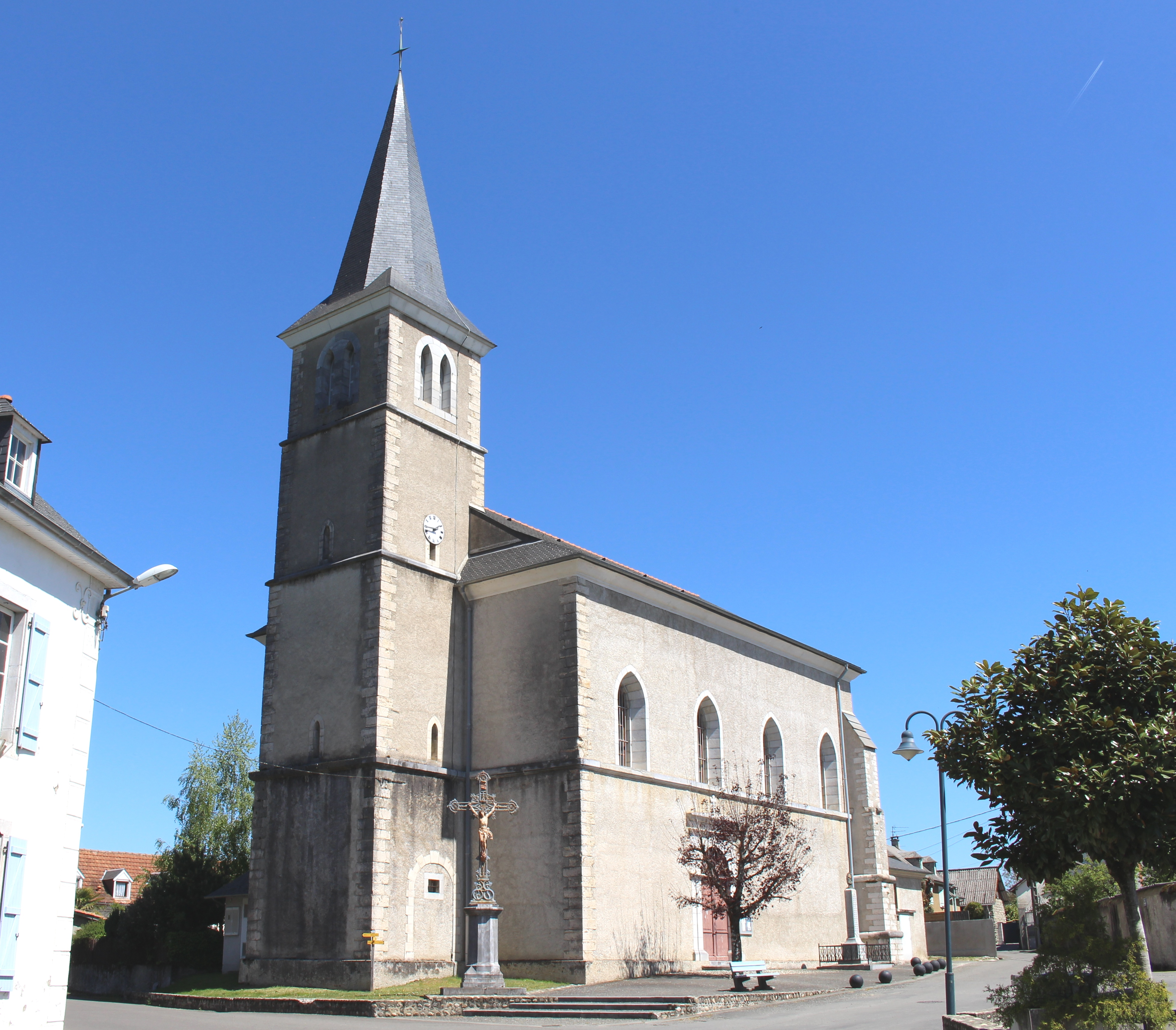
L'église Saint-Misselin en 2017.

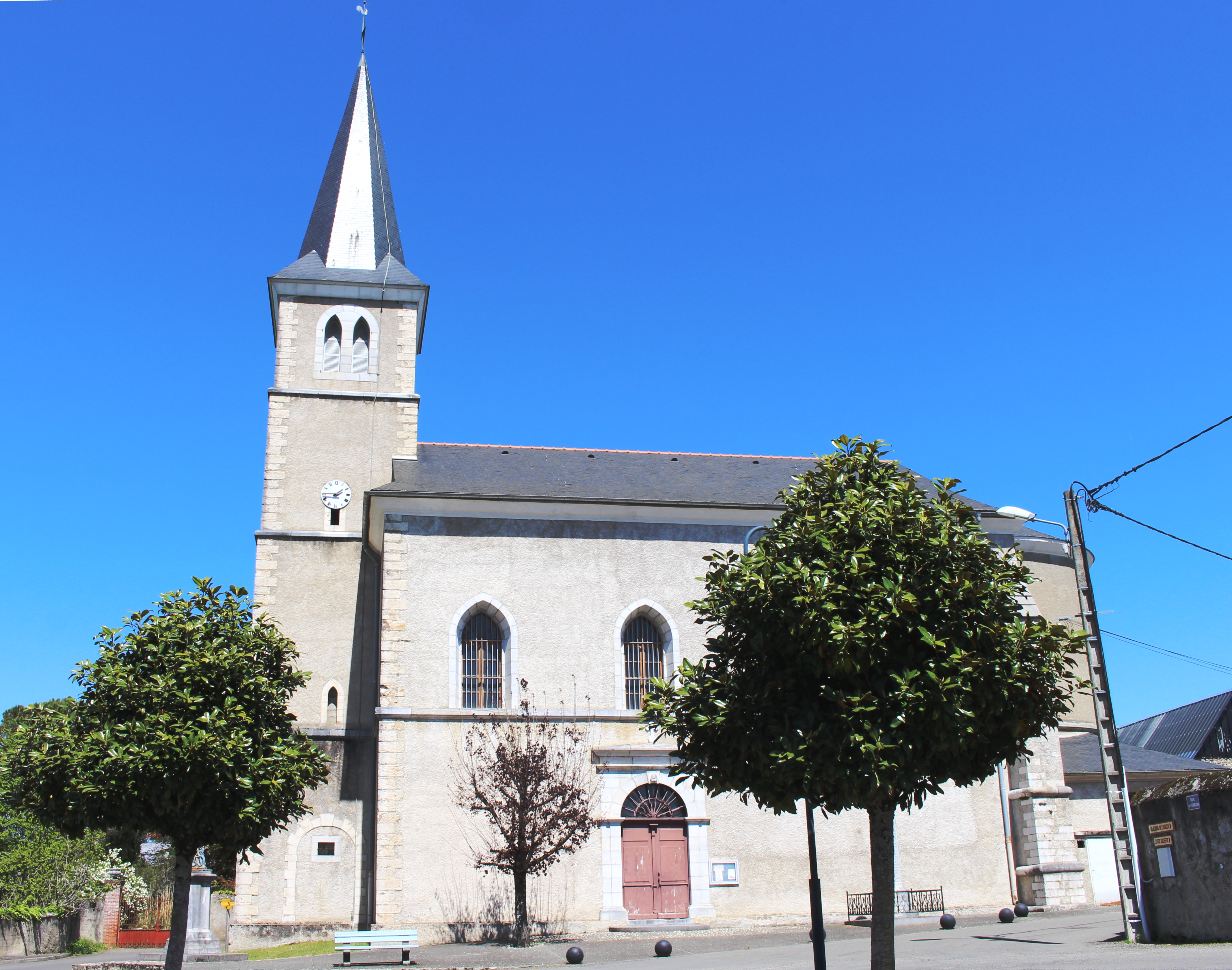

Sélection de vues des lavoirs municipaux en 2017.
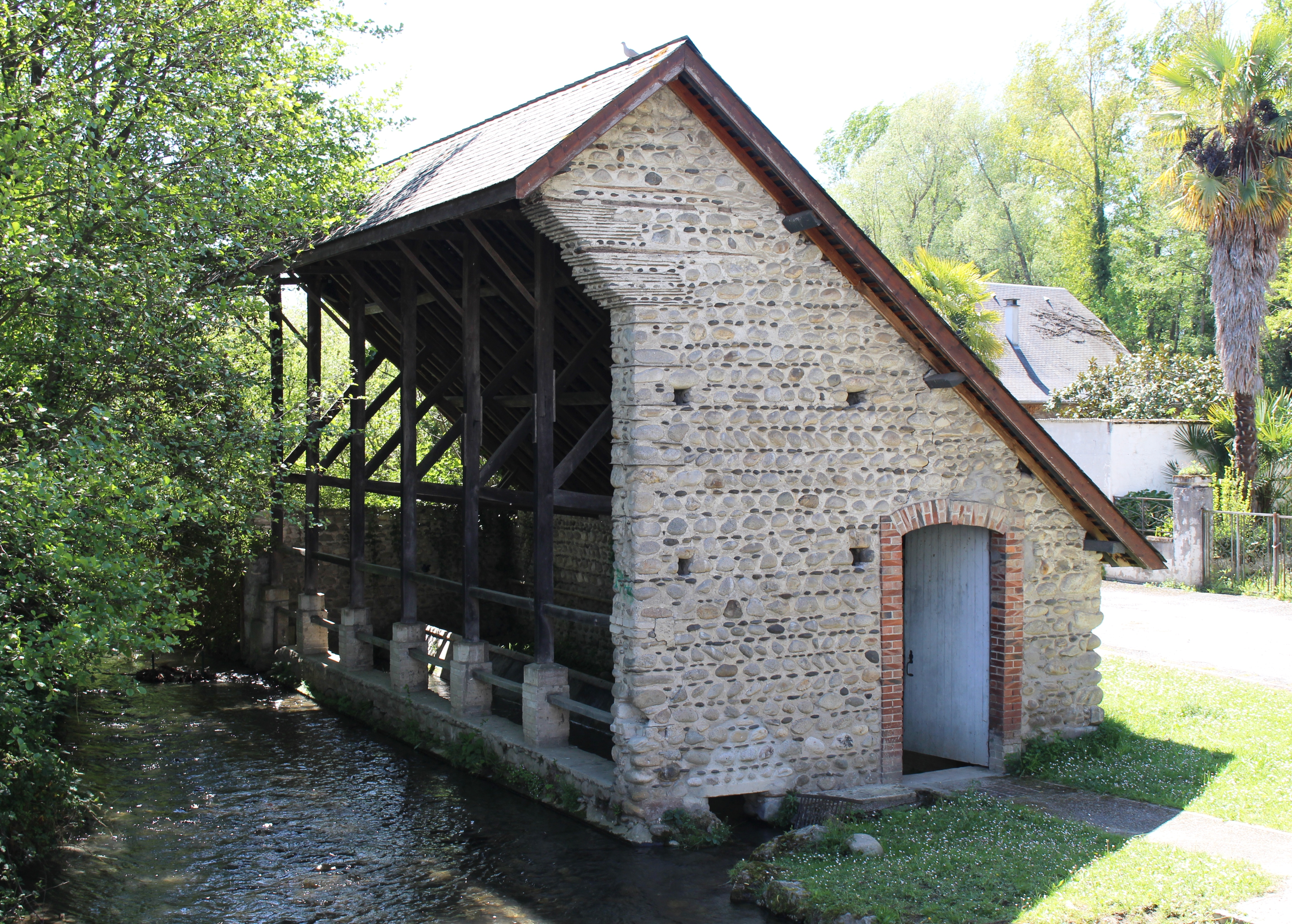
Lavoir de la mairie.
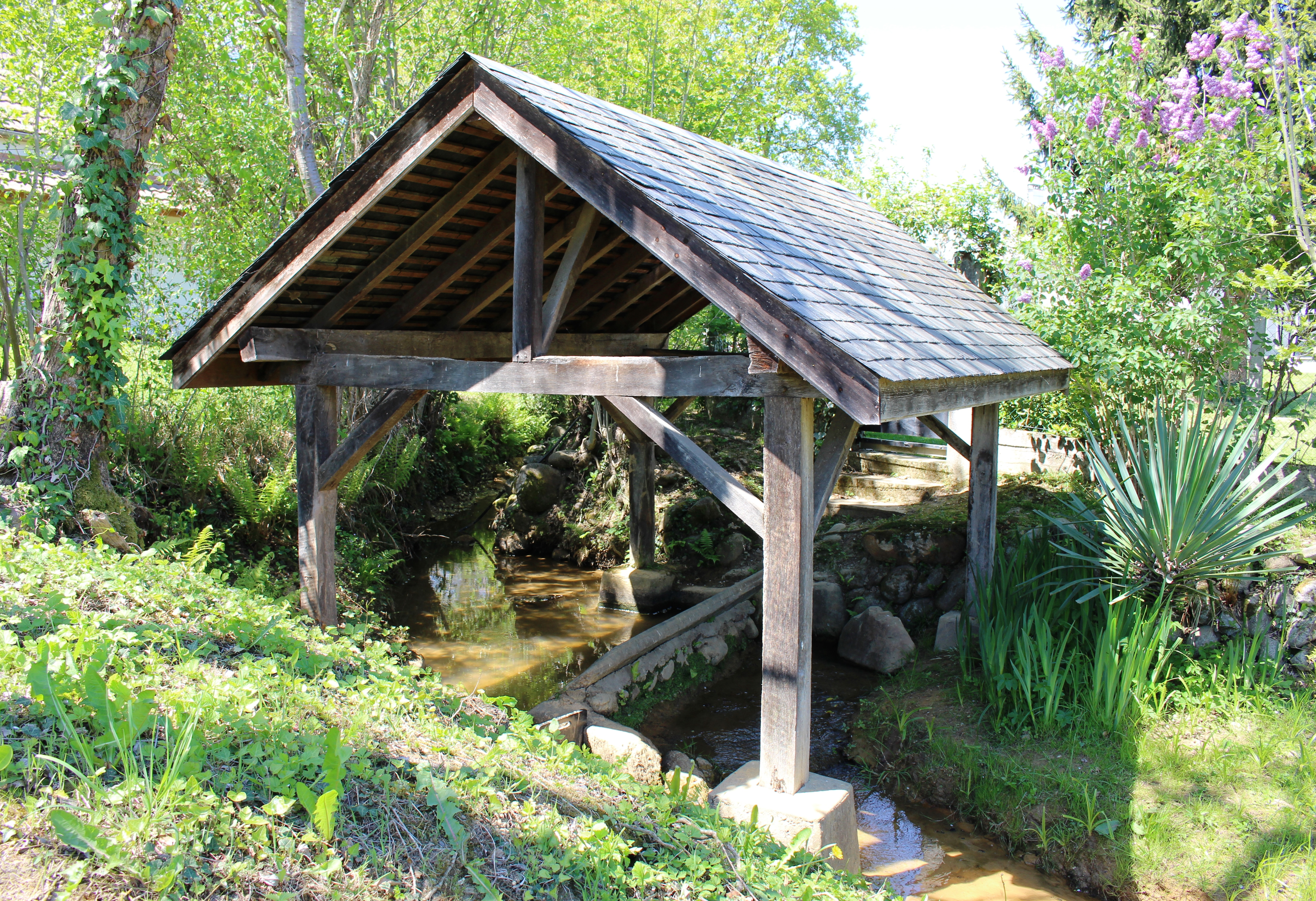
Lavoir Baraque.
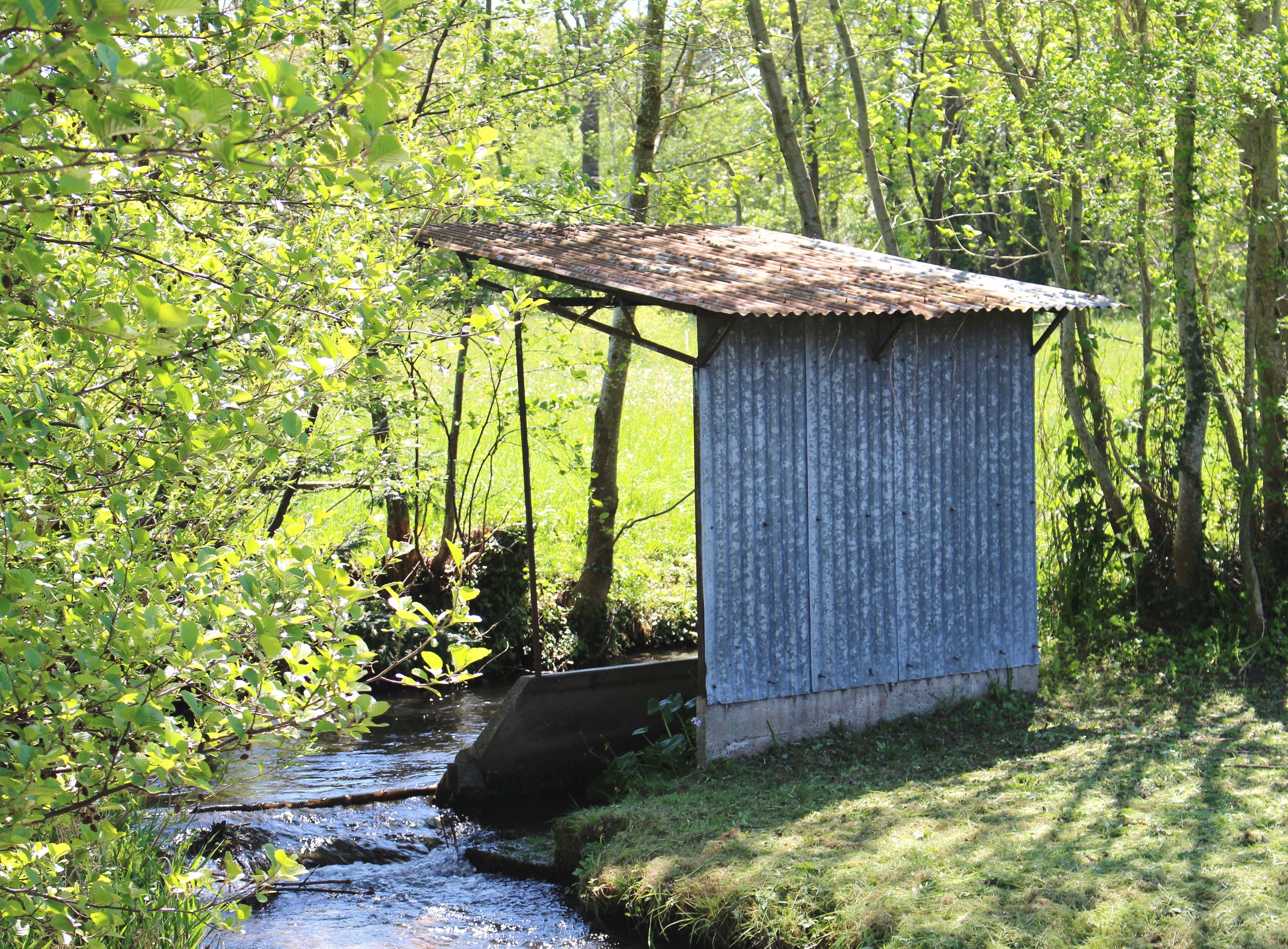
Lavoir de la Gespe.

### Lieux et monuments

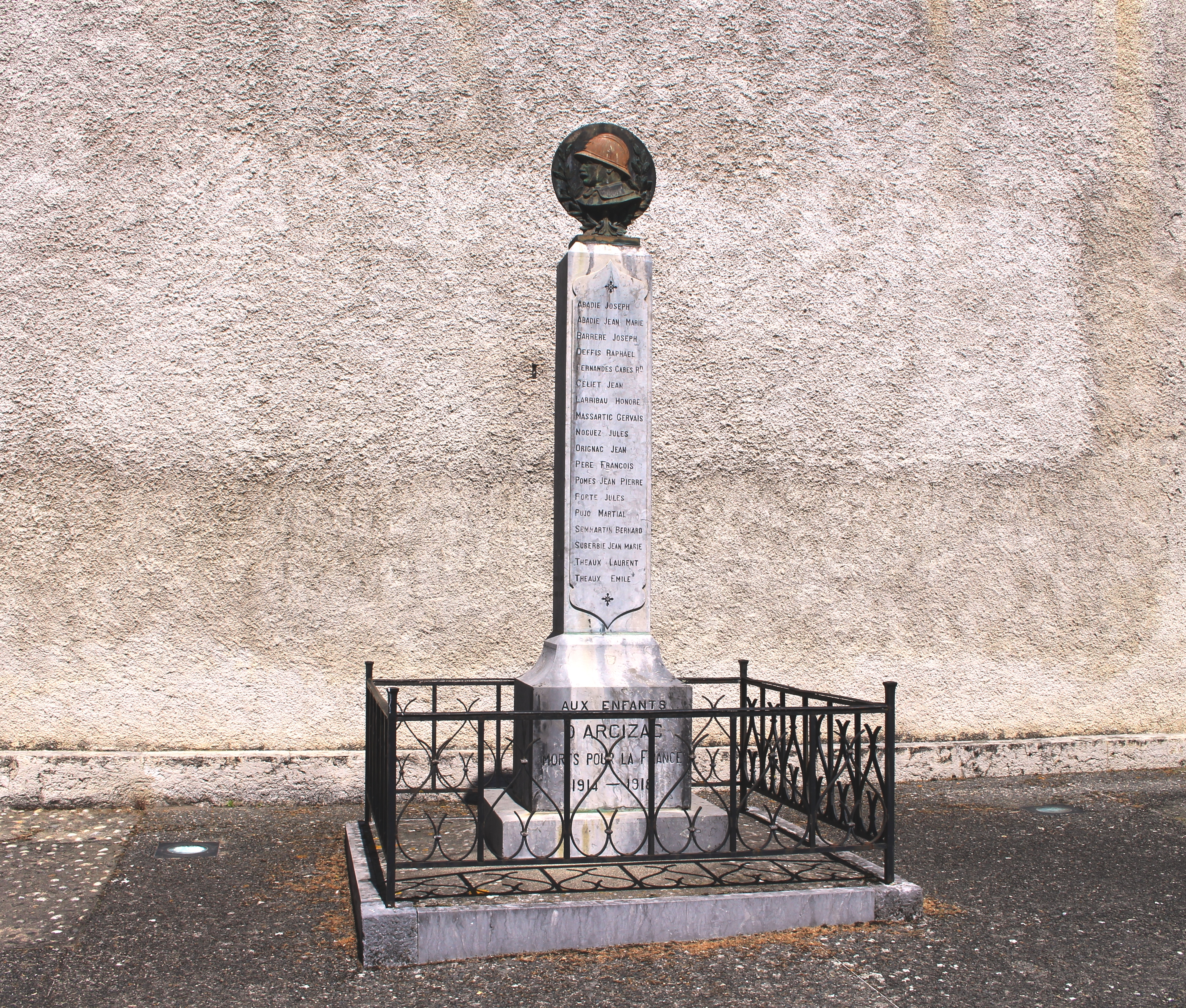
Le monument aux morts municipal.

- Église Saint-Misselin d'Arcizac-Adour.
- Lavoirs.

### Personnalités liées à la commune
- Arcisius, gallo-romain, construit une villa sur le site et donne son nom au village.
- Saint-Misselin ou Mesclin  (Ve siècle), prêtre guerrier sauve Tarbes des barbares, en 407 apr. J.-C. Il reste cher au cœur des Bigourdans, car en 732, son intervention surnaturelle aurait permis d'écraser une bande sarrasine refluant vers l'Espagne après le désastre de Poitiers. Il devient dès lors le saint patron du village. Une statue équestre de bois sculptée se trouvait dans l'ancienne église du village (entrée est).
- Arnault Guilhem de Barbazan (1360-1431) est seigneur d'Arcizac. Surnommé le chevalier sans reproches, il est d'abord conseiller puis chambellan de Charles VII. Capitaine durant la guerre de Cent Ans, il fut maréchal du Poitou. Il participa vaillamment à de nombreuses batailles de la guerre de Cent Ans. Il meurt au combat à 71 ans. Il reçut l'honneur rare d'être inhumé comme les rois dans la basilique de Saint-Denis. Par son testament, il fait don de la terre d'Arcizac à son écuyer Gaillardet de Soréac qui le transmettra à ses héritiers (de Sérignac, de Carrère, d'Astugue de Buzon). Une branche naturelle coexistait possédant quelques droits, dont le droit de Bouilh (maison Bouilhet).
- Antoine Péré-Menginou devient député au conseil des Sages sous la Révolution. Il devient comte sous l'Empire, est élu sénateur, puis est promu pair de France. Sa carrière politique continua jusqu'à la monarchie de Juillet. Si son fils n'a pas eu de descendance, on raconte qu'il eut un fils avec la princesse Adélaïde, sœur du roi Louis-Philippe Ier. Ce fils présumé a toujours une descendance qui vit dans un village voisin.

### Héraldique
| Blason | Blasonnement : De sinople aux deux fasces ondées d'argent, accompagnées de deux truites du même entre les fasces, au chef d'or chargé d'une couronne comtale d'argent*. Commentaires : Officiel * Il y a là non-respect de la règle de contrariété des couleurs : ces armes sont fautives. |